# Kesalo (gmina Gardabani)
Kesalo – wieś w Gruzji, w Dolnej Kartlii, w gminie Gardabani. Leży na wysokości 290 m n.p.m., w odległości 9 km od miasta Gardabani. W 2002 roku liczyła 5612 mieszkańców.